# 진한공
진한공 왕유(辰韓公 王愉, ? ~ 1099년 음력 11월 4일)는 고려의 왕족이다. 문종과 인경현비의 3남이다. 진한후(辰韓侯) 또는 화신공(和信公)이라고도 한다.

## 생애

### 가계
고려의 제11대 왕 문종의 13남이자 인경현비의 3남이며, 생년은 확실하지 않다. 성은 왕, 이름은 유(愉), 본관은 개성이다. 어머니 인경현비는 이자연의 딸로, 문종의 제2비 인예왕후와 제4비 인절현비는 왕유의 이모이다. 따라서 순종, 선종, 숙종을 비롯한 인예왕후 소생의 왕자 및 공주들과는 이복 형제이자 이종 사촌 관계가 된다.

### 왕자 시절
1086년(선종 3년) 음력 2월 21일 다른 형제들과 함께 벼슬을 부여받아 검교태위 수사공이 되었다. 이후 1094년(헌종 즉위년) 음력 6월 30일에 수사도에, 1095년(숙종 즉위년) 음력 10월 18일에 상서령에 올랐으며, 식읍 6,000호와 식실 400호를 하사받았다. 훗날 진한공(辰韓公)으로 진봉되었다.
왕유는 한때 친형 부여공이 이복 남매인 적경궁주와 혼인하는 것을 두고, 변한후, 금관후 등과 함께 근친혼이라며 그 부당함을 간하였으나 왕에게 거부당하였다.

### 사망과 후손
1099년(숙종 4년) 음력 11월 4일 사망하였다. 시호는 화신(和信)이다.
왕유는 왕기, 왕연 등 두 아들을 두었다. 장남 왕기는 숙종의 딸 대령공주와 혼인하고, 회안백(淮安伯)에 봉해졌으며 찬화공신에 올랐다. 1126년(인종 4년) 음력 2월 21일에 죽었다. 차남 연은 숙종의 딸 복녕궁주와 혼인하였으며, 진강백(晉康伯)에 봉해졌다. 1146년(인종 24년) 음력 2월 20일에 죽었다.
한편 왕유의 딸은 예종에게 시집갔는데, 그녀가 곧 예종의 제3비 문정왕후(文貞王后)이다.

## 가족 관계
- 조부 : 고려 제8대 현종(顯宗, 992~1031, 재위:1009~1031)
- 조모 : 현종 제4비 원혜왕후(元惠王后, ?~1022)
  - 아버지 : 고려 제11대 문종(文宗, 1019~1083, 재위:1046~1083)
- 외조부 : 이자연(李子淵, 1003~1061)
- 외조모 : 계림국대부인 김씨(雞林國大夫人 金氏, 생몰년 미상)
  - 어머니 : 문종 제3비 인경현비(仁敬賢妃, 생몰년 미상)
    - 부인 : 미상
      - 장남 : 회안백 왕기(淮安伯 王沂, ?~1126)
      - 차남 : 진강백 왕연(晉康伯 王演, ?~1146)
      - 장녀 : 예종 제3비 문정왕후(文貞王后, ?~1138)
      - 차녀 : 대방공비 경창원주(敬昌院主, 생몰년 미상)

    - 형 : 조선공 왕도(朝鮮公 王燾, ?~1099)
    - 형 : 부여공 왕수(扶餘公 王㸂, ?~1112)

  - 이모 : 문종 제2비 인예왕후(仁睿王后, ?~1092) - 순종, 선종, 숙종 등의 어머니
  - 이모 : 문종 제4비 인절현비(仁節賢妃, 생몰년 미상)
  - 외숙 : 이호(李顥, 생몰년 미상) - 이자겸, 장경궁주 등의 아버지
  - 외숙 : 이석(李碩, 생몰년 미상) - 사숙왕후의 아버지
  - 외숙 : 이정(李頲, 생몰년 미상) - 이자의, 원신궁주 등의 아버지